# パオロ・ソレンティーノ
パオロ・ソレンティーノ（Paolo Sorrentino, 1970年5月31日 - ）は、イタリアの映画監督、脚本家。

## 略歴
2001年に初の長編映画を監督。2006年『家族の友人』がカンヌ国際映画祭でパルム・ドールにノミネートされ、以降4作連続でカンヌに出品される。
2008年の『イル・ディーヴォ 魔王と呼ばれた男』が第61回カンヌ国際映画祭で審査員賞を受賞。本作を高く評価した審査員長のショーン・ペンからラブコールを受け、自身にとっては初となる英語作品『きっと ここが帰る場所』（2011年）を監督。第64回カンヌ国際映画祭でエキュメニカル審査員賞を受賞した。
2013年、『グレート・ビューティー/追憶のローマ』で第26回ヨーロッパ映画賞作品賞、第86回アカデミー賞外国語映画賞などを受賞した。
2015年、マイケル・ケインやジェーン・フォンダ、ハーヴェイ・カイテルやレイチェル・ワイズが出演した『グランドフィナーレ』で第28回ヨーロッパ映画賞作品賞・監督賞を受賞。
2021年にはNetflix製作で半自伝的内容である『Hand of God -神の手が触れた日-』が第78回ヴェネツィア国際映画祭にて審査員大賞を受賞し、アカデミー国際長編映画賞にも再びノミネートされた。

## フィルモグラフィー

### 長編映画
- もうひとりの男 L'uomo in più（2001年） - 監督・脚本
- 愛の果てへの旅 Le conseguenze dell'amore（2004年） - 監督・脚本
- 家族の友人 L'amico di famiglia（2006年） - 監督・脚本
- イル・ディーヴォ 魔王と呼ばれた男 Il divo（2008年） - 監督・脚本
- きっと ここが帰る場所 This Must Be the Place （2011年） - 監督・脚本・原案
- グレート・ビューティー/追憶のローマ La grande bellezza （2013年） - 監督・脚本
- グランドフィナーレ Youth - La giovinezza（2015年） - 監督・脚本
- LORO 欲望のイタリア Loro（2018年） - 監督・脚本
- Hand of God -神の手が触れた日- È stata la mano di Dio（2021）-監督・脚本・製作

### 短編映画
- La notte lunga（2001年） - 監督・脚本

### テレビドラマ
- ピウス13世 美しき異端児 The Young Pope（2016年） - 監督・脚本
- ニュー・ポープ 悩める新教皇 The New Pope（2019年） - 監督・脚本